# Il vangelo secondo Simone e Matteo
Il vangelo secondo Simone e Matteo è un film del 1976 diretto da Giuliano Carnimeo ma accreditato come Arthur Pitt. È il quinto ed ultimo film della coppia Paul L. Smith e Michael Coby (nata come imitazione della coppia Bud Spencer e Terence Hill) ed è il sequel di Simone e Matteo - Un gioco da ragazzi.

## Trama
Simone e Matteo, ritrovatisi a Dakar, conoscono Robinson, un capo malavitoso del luogo, e decidono di vendere una pistola al banco dei pegni, ma una volta di fronte al commesso questi si spaventa pensando a una rapina: per sfuggire alla polizia i due si rifugiano in un monastero dove prendono l'identità di due sacerdoti che i monaci stanno attendendo dall'Europa.
Robinson però, ha altre intenzioni per loro e manda al convento una falsa lettera della curia papale in cui chiede il loro trasferimento nei Paesi Bassi, per poi affidare ai due il trasporto di una statua raffigurante la Madonna in cui ha nascosto dei diamanti.
Giunti ad Amsterdam però, l'ufficiale doganale si insospettisce e i due fuggono con la statua fino a quando questa viene scambiata con un'altra utilizzata dai religiosi che si sono radunati per le sue celebrazioni e Simone e Matteo vengono arrestati dalla polizia che, aver controllato le gemme e aver constatato che sono solo vetrini, offre loro la possibilità di riscattarsi ritrovando la statua giusta e arrestare i malavitosi.
Intanto la mafia locale, venuta a conoscenza della spedizione dei diamanti ed intenzionata a recuperarli, si intromette nella ricerca e costringe Simone e Matteo a rifugiarsi in una chiesa dove ritrovano la statua giusta e si affrontano per il possesso. Vincono i malavitosi, che però vengono inseguiti dai due avventurieri rivelando il loro nascondiglio e che vengono sconfitti dopo una scazzottata che permette a Simone e Matteo di prendere la borsa in cui erano stati spostati i diamanti prima dell'arrivo della polizia.
Nella fuga con i diamanti però, Matteo s'impiglia a un uncino e pensando che la polizia lo abbia raggiunto, lancia i diamanti a Simone che non riesce a prenderli e così finiscono sul marciapiede, dove vengono schiacciati da un rullo compressore che li riduce in polvere. Simone e Matteo delusi scappano e pianificano un viaggio in Amazzonia.

## Riferimenti
Nel film americano Non siamo angeli uscito nel 1989 e interpretato da Robert de Niro e Sean Penn, i due protagonisti interpretano due evasi che per nascondersi in un monastero si fingono religiosi e per buona parte del film hanno a che fare con una statua raffigurante una Madonna. Lo stesso film, che in inglese è intitolato We're No Angels, ha lo stesso titolo di un precedente film interpretato dalla coppia Smith-Coby (Noi non siamo angeli).

## Distribuzione

### Distribuzione all'estero
In Francia il film uscì con il titolo di Trinità, nous voilà (Trinità eccoci qua) per sfruttare la fama dei film Lo chiamavano Trinità... e di...continuavano a chiamarlo Trinità (interpretati da Bud Spencer e Terence Hill) pur non avendo alcun legame con essi.

## Colonna sonora
Il brano On my way è stato scritto da Emma de Angelis, suonato da Juniper (Maurizio De Angelis e Guido De Angelis) e distribuito da Bixio Music Group LTD anche nota come Cinevox Record.